# Niko Gutiérrez
Nicolás Gutiérrez Saíz (Palencia, 1969), conocido como Niko Gutiérrez, es un político vasco. Actualmente es el presidente de VOX de Vizcaya.

## Biografía y trayectoria política
Se afilió de joven al Partido Socialista de Euskadi (PSE-EE). . En las elecciones municipales de 1991, fue elegido concejal del Ayuntamiento de Miravalles por el PSE-EE durante cuatro legislaturas hasta el año 2007.
También fue coordinador y jefe de gabinete de la alcaldía en el Ayuntamiento de Ermua (Vizcaya) con el PSE-EE con Carlos Totorika de alcalde hasta el año 2007.
Fue asesor de la Consejera de Comercio, Consumo y Turismo del Gobierno Vasco Rosa Diez en el Gobierno Vasco del PNV del lehendakari Ardanza.
En el año 1991 fundó junto a otras personas cercanas al PSE-EE y PSOE la ONG Solidaridad Internacional - Nazioarteko Elkartasuna ("La Soli") "de orientación socialista" y fue el presidente de la ONG de 1991 hasta el año 2007.
En el año 2005 tuvo un enfrentamiento y posterior expulsión del PSE-EE, junto a Rosa Díez, fue por una carta que dirigieron en 2005 a Patxi López por haber «humillado» a la política del PP María San Gil. Fue expulsado del PSE-EE.
En el año 2008 emigró a Fromista (Palencia) donde fue el gerente de su propio hotel de tres estrellas (Hotel Doña Mayor), y vuelve a la política como candidato de UPyD en las elecciones autonómicas del parlamento vasco en 2012.
En el año 2012 se afilió a Unión, Progreso y Democracia (UPyD), concurrió en las listas por Álava de UPyD en 2012 y trabajó como asesor de UPyD entre 2012 y 2016.
También fue miembro de la plataforma ¡Basta Ya!, socio de COVITE y uno de los fundadores del Foro de Ermua.
Durante los años 2018 y 2019 fue asesor de VOX en el Parlamento de Cantabria. Durante el año 2020 fue asesor de VOX en el Parlamento de Andalucía. Desde el año 2019 es miembro del partido VOX. Actualmente es el presidente de VOX de Vizcaya.